# Juazeiro
Juazeiro este un oraș în statul Bahia (BA) din Brazilia.

## Personalități născute aici
- Élton Constantino da Silva (n. 1989), fotbalist.